# Папулий Тулузский
Папулий (лат. Papulus, III век, — ум. в Тулузе около 300 г.) — святой Римско-Католической церкви, предположительно является третьим епископом Тулузы.

## Биография
Достоверной информации о святом Папулии существует мало. Церковная традиция считает, что апостол Пётр рукоположил Сатурнина в епископа и дал ему в помощники дьякона Папулия. Во время проповеди христианства в Лангедоке Папулий основал аббатство, которое позднее стало называться его именем и умер мученической смертью при гонениях римского императора Диоклетиана.
Согласно другой версии Папулий достиг Каркасона, где за проповедь христианства был заключён в темницу, но чудесным образом освободился, после чего отправился в Тулузу. Когда святой Сатурнин отправился проповедовать в Испанию, то он оставил вместо себя в Тулузе Папулия, который вскоре был арестован и казнён через обезглавливание. Священное Предание говорит, что когда Папулию отрубили голову, то он взял её в свои руки и из глаза истекла слеза. На месте падения этой слезы образовался родник.

## Почитание
Почитание святого Папулия возникло в XIII веке, после того как в 1256 году в базилику святого Сатурнина перенесли его найденные мощи. Возле аббатства святого Папулия постепенно сформировался город Сен-Папуль, носящий имя святого. В 1317 году Римский папа Иоанн XXII учредил епархию Сен-Папуля, которая в 1801 году была упразднена. В Сен-Папуле в настоящее время находится собор святого Папулия.
День памяти в Католической церкви — 3 ноября.

## Источник
- Patrice CABAU. Les évêques de Toulouse (IIIe-XIVe siècles), Mémoires de la Société Archéologique du Midi de la France; LIX (фр.)